# Ute & Jean
Ute & Jean war ein deutsches Schlager-Duo, bestehend aus Ute Tauscher und Jean Löffler, das zu DDR-Zeiten erfolgreich war.
Besonders erfolgreiche Titel waren Zärtlichkeit (Musik: Christoph Martin; Text: Dieter Schneider), Halt mich (Text/Musik: Christoph Martin), Feuer und Eis (Text/Musik: Christoph Martin) sowie Feuer in der Nacht (Text/Musik: Christoph Martin) und Ohne Dich.

## Mitglieder
Ute Tauscher (* 1962) wuchs in Rostock auf. Sie sang ab 1981 bei der Amateur-Tanzformation „Passat“, von 1982 bis 1983 in der Tanz- und Showband „Exzentra“. Beide Bands waren vornehmlich im Norden der DDR unterwegs. 1982 nahm sie erfolgreich am „Goldenen Rathausmann“ in Dresden teil. Dort belegte sie den 2. Platz mit einer Komposition von Gerd Michaelis. Ab 1984 ging sie zum Gesangsquintett „Pique 5“ aus Berlin. Dort lernte sie ihren späteren Duettpartner Jean Löffler kennen und produzierte mit ihm ihren ersten Song „Halt mich“ in einem Amateurstudio in Halle. Dieser Song wurde im Herbst 1984 in der Fernsehsendung „Sprungbrett“ uraufgeführt und war ein Überraschungserfolg. Danach folgten unzählige Fernsehauftritte. Mit der Wende 1989/1990 gelang es dem Duett nicht mehr, an den Erfolg der vorangegangenen 7 Jahre anzuknüpfen. Heute lebt Ute Tauscher in Brandenburg und arbeitet als Sängerin in einer Show.
Jean Otto Löffler (* 22. September 1949) wurde in Belgien geboren und zog 1951 mit seiner Familie nach Halle (Saale). Wegen seiner Westverwandtschaft durfte er nicht in der Gesellschaft für Sport und Technik mitarbeiten. 1972 war er als Gitarrist bei der Uraufführung des Stücks Die neuen Leiden des jungen W. mit Reinhard Straube in der Hauptrolle in Halle zu sehen. Er arbeitete zunächst als Lehrer für Physik und Polytechnik, bevor sein Gesangstalent entdeckt wurde und er im Duo mit der befreundeten Ute Tauscher auftrat. Bis kurz nach der deutschen Wiedervereinigung war er als Schlagersänger tätig. Er lebt heute in Peißen-Zöberitz, ist als Flugschulleiter auf dem Flugplatz Halle-Oppin tätig und als Segelflugsportler sowie Segelfluglehrer beim Flugsportverein Halle-Oppin e. V. aktiv.

## Diskografie
Alben
- 1986: Zärtlichkeit (Amiga)

Singles
- 1985: Zärtlichkeit (Amiga)
- 1990: Ohne Dich (Bellaphon)

Kompilationsbeiträge
- 1985: Zärtlichkeit auf Erfolge '85 (Amiga)[4]
- 1985: Halt mich auf Jürgen Karney präsentiert Schlager aus ‚Bong‘ (Amiga)[5]
- 1986: Halt mich auf Wir fliegen mit dem Wind – Schlager, Rock & Pop (Amiga)[6]
- 1987: Feuer und Eis auf Die großen Erfolge 1986 (Amiga)[7]
- 1987: Feuer und Eis auf Komm und fühl' die heiße Nacht – Disco Non Stop (Amiga/VEB Deutsche Schallplatten Berlin)[8]
- 1990: Ohne Dich auf Deutsche Tophits 5 (Bellaphon)[9]
- 1993: Zärtlichkeit auf Das war der flotte Osten 4 (Deutsche Schallplatten GmbH Berlin)[10]
- 1994: Zärtlichkeit auf Jugendliebe 4 – Das waren unsere Hits (Amiga)[11]
- 1997: Zärtlichkeit auf massSCHNEIDER-t (Bella Musica)[12]
- 2000: Zärtlichkeit und Feuer und Eis auf Amiga Schlager Archiv Volume 4 1980–1990 (Amiga/BMG Berlin Musik GmbH)[13]
- 2003: Zärtlichkeit auf Ostrock – Das Beste Vol. 3 (Ariola Express/BMG Ariola Miller)[14]
- 2007: Zärtlichkeit auf 60 Jahre Amiga – Die erfolgreichsten Schlagerduette auf Amiga (Amiga/Sony BMG Music Entertainment)[15]
- 2008: Zärtlichkeit auf Damals – Weißt Du noch? – Die schönsten Hits der DDR-Zeit (Sony BMG Music Entertainment)[16]
- 2008: Feuer in der Nacht auf 60 Jahre Amiga – Schlagererfolge der 70er & 80er Jahre (Amiga/Sony BMG Music Entertainment)[17]